# Russell Means

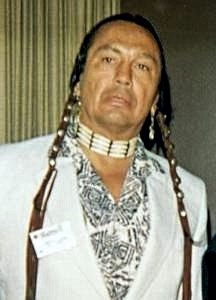
Russell Means (1987)

Russell Means, född 10 november 1939 i Porcupine i Pine Ridge-reservatet i South Dakota, död 22 oktober 2012 i Rapid City i South Dakota, var en amerikansk skådespelare, aktivist och musiker. Han var oglalasioux och hans dopnamn Oyate Wacinyapin betyder "arbetar för folket".
Ända sedan 1968 arbetade han inom AIM, en rörelse som kämpar för indianernas rättigheter, och sedan 70-talet var han en ledande person inom rörelsen. Enligt egen utsago föredrog han termen "American Indian" framför "Native American", då han menade att ordet indian inte kommer från missuppfattningen om Indien, utan från italienskans "in Dio", vilket betyder i Gud. Han deltog i ockupationen av Alcatraz, och 1987 var han en av kandidaterna till partiledarposten i Libertarian Party. Partiledarvalet slutade med att han fick 31,41% och kom tvåa, han förlorade till Ron Paul. 
Han började dessutom en karriär som skådespelare 1992 när han spelade Chingachgook i Den siste mohikanen. Efter det har han haft en del andra filmroller, bland annat i Natural Born Killers, Into the West och Pathfinder. Han skrev även en självbiografi med titeln Where White Men Fear to Tread. Means avled 2012 i cancer.
Means spelade in en skiva, Electric Warrior, som utkom 1993. För insatserna som musiker valdes han in i Native American Music Awards Hall of Fame 2013.